# Suzanne Demarquez
Suzanne Demarquez (* 5. Juli 1899 in Paris; † 23. Oktober 1965 in Clichy) war eine französische Komponistin und Musikschriftstellerin.

## Leben und Werk
Suzanne Demarquez studierte am Pariser Konservatorium. Als Komponistin widmete sie sich weitgehend der Kammermusik. Sie schrieb eine Sonatine pour orchestre (1932), Variations, interlude et tarantelle für Quintett, das Streichquartett op. 10 (1927), Rapsodie lyrique für Violine und Klavier (auch orchestriert), Sonatinen für Klavier, die Cellosonate op. 6 (1923), vier Quartette für Frauenstimmen, die Sonatine für Flöte und Klavier (1953), Bosphore für Violoncello solo (1957), Variations sur un Thème oriental für Flöte solo (1957) sowie eine Reihe von Klavierliedern.
Suzanne Demarquez schrieb neben Beiträge für französische Musikzeitschriften Biographien über Henry Purcell (Paris 1951), André Jolivet (= Musiciens d’aujord’hui ohne Nr, Paris 1958), Manuel de Falla (Paris 1963, englisch Philadelphia 1968) und Hector Berlioz (= Musiciens de tous les temps XLII, Paris 1969).